# Нечаевская (Вельский район)
Нечаевская — опустевшая деревня в Вельском районе Архангельской области. Входит в состав Муниципального образования «Благовещенское».

## География
Деревня расположена в 56 километрах на север от города Вельска , на правом берегу реки Ваги. Ближайшие населённые пункты: на юге деревня Мелеховская, на западе деревни Бревновская и Столбовская, на севере деревня Ямки.
Часовой пояс
Нечаевская, как и вся Архангельская область, находится в часовой зоне МСК (московское время). Смещение применяемого времени относительно UTC составляет +3:00.

## Население
| 2002 | 2010 | 2012 | 2014 |
| ---- | ---- | ---- | ---- |
| 0    | →0   | →0   | →0   |

## История
Указана в «Списке населённых мест по сведениям 1859 года» в составе Шенкурского уезда Архангельской губернии под номером «1998» как «Игнугоевская(Нечаевская)». Насчитывала 15 дворов, 60 жителей мужского пола и 69 женского.
В «Списке населенных мест Архангельской губернии на 1 мая 1922 года» в деревне уже 5 дворов, 12 мужчин и 14 женщин.